# بيسهنتر
جوناس إريك إلتبراج (بالسويدية: Jonas Altberg)‏ (ولد في 22 ديسمبر عام 1984، في هالمستاد، السويد) والمعروف باسمه المستعار بيسهنتر، هو منتج سويدي، مغني وكاتب أغاني، دي جي، وصف بيسهنتر أسلوبه في الموسيقى بأسلوب الرقص الأوروبي.

## السيرة الذاتية
جوناس إريك إلتبراج ولد في 22 ديسمبر عام 1984 في هالمستاد، السويد. كان يعيش مع والديه وشقيقه الأصغر يواكيم، قرب شاطئ تايلوزاند. والدته كانت رئيسة مدرسة ثانوية في السويد. وعمل والده في شركة بناء. بدأ إنتاج الموسيقى تحت اسم فني «بانشهنتر» في عام 2001. بعد تدريب ستة أشهر على برنامج الكمبيوتر أف أل ستوديو، برز أسلوبه الموسيقي.
وصدر له أول البوم، باس ماشين في 25 أغسطس 2005، أصدره أليكس ميوزيك.
خامس ألبوم له أعلن في 1 تموز 2009 على موقع هارد تو بييت وسيتم إطلاقه يوم 28 سبتمبر 2009 

## ديسكوغرافيا

### البومات الاستديو
- 2004 : باس ماشين (إعادة نشر في عام 2005)
- 2006 : لول <(^^،)> LOL
- 2008 : البوم لآن أنت ذهبت Now You're Gone
- 2009 : جيل باس
- 2013 : Calling Time

### ألبومات تجميعية
- 2006 : اذ أولد شيت The Old Shit
- 2012 : The Early Bedroom Sessions

### الأغاني
- 2004 : The Big Show
- 2006 : Welcome to Rainbow
- 2006 : Boten Anna
- 2006 : Vi sitter i Ventrilo och spelar DotA
- 2006 : جنغل بلز
- 2006 : Vifta med händerna
- 2007 : Now You're Gone
- 2008 : Please Don't Go
- 2008 : All I Ever Wanted
- 2008 : Angel in the Night
- 2008 : Russia Privjet (Hardlanger Remix)
- 2008 : I Miss You
- 2009 : Walk on Water
- 2009 : Al final
- 2009 : Every Morning
- 2009 : I Promised Myself
- 2010 : السبت
- 2011 : Fest i hela huset
- 2012 : Northern Light
- 2012 : Dream on the Dancefloor
- 2013 : Crash & Burn
- 2013 : "Calling Time
- 2014 : "Elinor
- 2018 : Masterpiece
- 2019 : Home
- 2020 : Angels Ain't Listening
- 2021 : Life Speaks to Me
- End the Lies : 2022
- 2023 : Ingen kan slå (Boten Anna) (x Victor Leksell)

## الحياة الشخصية

### الجوانب الصحية
لاحظ والدي باشهنتر في عمر سبع سنوات تشنجات لا إرادية. وهو أحد أعراض متلازمة توريت الذي يعاني منه. كان عرضة للسخرية والإزعاج والضرب في المدرسة واختبر الكثير من أحداث العنف مع الكثير من زملائه، أمضى كل وقته وحيدا. عانى من المرض لعدة سنوات، وعندما أصبح نجما كانت أعراض المرض تختفي.

## وصلات خارجية
- بيسهنتر على موقع IMDb (الإنجليزية)
- بيسهنتر على موقع ميتاكريتيك (الإنجليزية)
- بيسهنتر على موقع روتن توميتوز (الإنجليزية)
- بيسهنتر على موقع ميوزك برينز (الإنجليزية)
- بيسهنتر على موقع أول ميوزيك (الإنجليزية)
- بيسهنتر على موقع أول ميوزيك (الإنجليزية)
- بيسهنتر على موقع ديسكوغز (الإنجليزية)
- بيسهنتر على موقع ديسكوغز (الإنجليزية)
- بيسهنتر على موقع قاعدة بيانات الفيلم (الإنجليزية)
- بيسهنتر على موقع كينوبويسك (الروسية)

- الموقع الرسمي